# 珍珠鱉
珍珠鱉（学名：Apalone ferox）亦稱佛羅里達鱉，为鱉科滑鱉屬下的一个种。

## 分佈
主要分佈於美國佛羅里達州，也見於佐治亞州、南卡羅來納州和阿拉巴馬州。

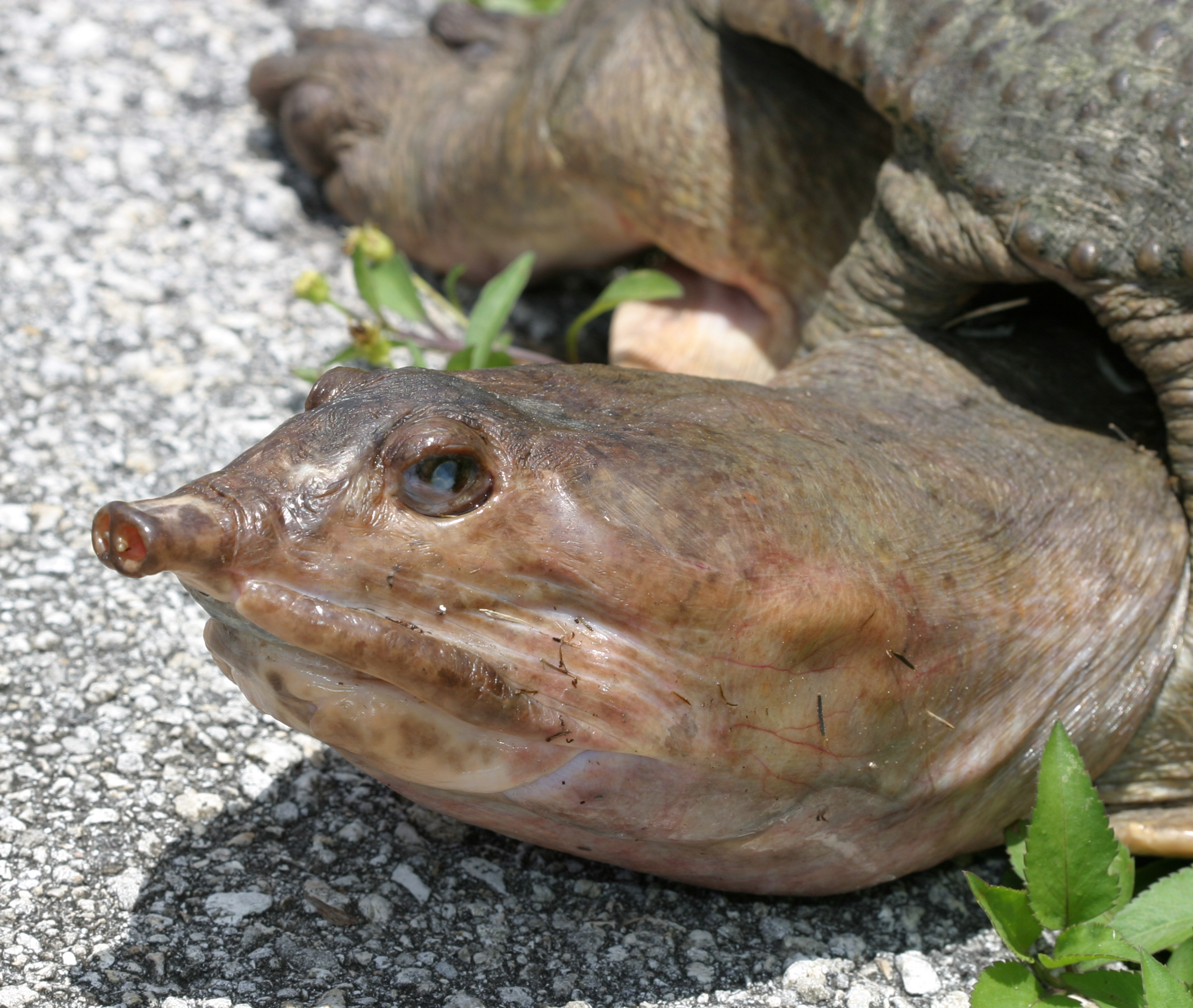
頭部特寫

## 描述
珍珠鱉背殼呈深褐色到橄欖綠色，革製背殼下部為白色，用以隱藏自身躲避天敵。珍珠鱉有很長的脖頸和頭部，鼻子類似浮潛呼吸器。是滑鱉屬最大的物種，長度可達15—76（5.9—29.9英寸）。雌性個體比雄性大，雄性一般長約35（14英寸）。雌性一般長約60cm，重達20（44磅），最高紀錄是43.5（96磅）。幼年體呈橄欖黃色，有灰色斑點和黃色條紋，頭部也有黃色紋路，腹甲為灰色。成年之後消失。

## 習性
珍珠龜是一種完全的水生鱉，只有在曬太陽和產卵是會離開水面。不過無論是水中還是陸地上，其移動速度都很快。珍珠龜是食肉動物(主食魚類、兩棲類、昆虫類、甲殻類、貝類)，有時也食腐，飼養時也食用人工飼料。
繁殖形態為卵生，在水邊地面挖洞，一次產2-14枚卵。

## 生態學
短吻鱷是這種鱉的天敵，一些鳥類則會捕捉其幼年體。其他天敵還包括狐狸、浣熊和臭鼬。

## 外部連結
- 爬行動物數據庫中Apalone的數據